# Intravenska ishrana
Intravenska ishrana (IVI), parenteralna ishrana je unošenje hranljivih materija u organizam nealimentarnim putem. Intravenska ishrana u medicinskom smislu ulazi u sastav seta terapijskih mera životne podrške za očuvanje života pacijenta kada ključni sistemi tela ne funkcionišu u dovoljnoj meri da bi se život održao.
Terapije životne podrške koriste kombinaciju nekoliko tehnika: tubuse za ishranu, intravensku infuziju, potpunu intravensku (parenteralnu) ishranu, mehaničku respiraciju, bajpas srca ili pluća, defibrilaciju, urinarnu kateterizaciju i dijalizu. Iste tehnike se takođe koriste i za intenzivnu negu ili u nekim slučajevima tokom hirurških intervencija da bi se stabilizovao pacijent i postigao potpuni oporavak.
Intravenska ishrana je po svojoj suštini, veštačka ishrana koja predstavlja nužnu alternativu i najbolji način ishrane kod svih stanja gde je prirodna ishrana neefikasna ili kontraindikovana. Ovom vrstom ishrane namirnici ulaze direktno u cirkulaciju i pri tome zaobilaze želudačnocrevni (gastrointestinalni) sistem i prvi prolaze kroz jetru. Zato intravenska ishrana mora biti adekvatna kako bi ispunila osnovne zahteva optimalnog unosa, u međusobno izbalansiranim odnosima; vode, energetskih supstanci, proteina, vitamina, minerala i oligoelemenata.

## Istorija
Istorijski razvoj infuzija i intravenske ishrane počinje još u antičkim vremenima i razvijao se u nekoliko faza, koje su bile neposredno povezane sa otkrićima cirkulacije i transfuzioloških tehnika.
Godina 1628. bila je jedna od prekretnica kada je Vilijam Harvi postavio pravilni koncept cirkulatornog sistema, nakon čega su sledili eksperimenti sa infundovanjem životinjske krvi u živ ljudski organizam.
Kritični period za infuzionu terapiju bio je 19. vek kada se, po prvi put, uvode slani rastvori u medicinsku praksu. Na to je u ovom veku imao veliki uticaj epidemijski talas teške kolere, koji je zahvatio mnoge delove zapadne Evrope. Tomas Lata (Thomas Aitchison Latta 1790-1833), je svoja prva iskustva sa infuzijama slanog rastvora, tokom te epidemije, objavio 1832. godine pa se on, od većine istoričara medicine, prepoznaje kao pravi začetnik infuzione terapije.
Sindi Ringer je 1883. godine opisao Ringerov rastvor.
Zbog nepoznavanja inkompatibilnosti rani počeci infuzione terapije bili su praćeni neželjenim reakcijama a ne retko i tragičnim ishodima, tako da je tek 20. vek bio je obeležen razvojem medicinskih sredstava za infuzionu terapiju i parenteralnu ishranu.
Hartog Žakob Hamburger je 1921. godine predložio primenu 0.9% NaCl., a Aleksis Frenk Hartman 1943. godine je u sastav slanih rastvora dodao laktate, dobivši Hartmanov rastvor.
Uvođenje transfuzija krvi i slanih rastvora u kliničku praksu je uslovilo i razvoj drugih oblika infuzione terapije i posebno, odgovarajućih medicinskih sredstava za intravensku ishranu.
Interes za novim, savremenijim saznanjima iz oblasti infuzione terapije ne jenjava ni danas. „Nova nadahnuća izviru iz modernih disciplina kao što je farmakovigilanca i intenzivno lečenje.“

## Značaj i vrste
U slučajevima kada bolesnici ne mogu peroralno, niti enteralno da se hrane, intravenska ishrana je metoda lečenja koja omogućava uspešniji i brži oporavak, što značajno skraćuje bolničko lečenje, smanjuje cenu lečenja i mortalitet.
Primarni cilj intravenske ishrane je održavanje i poboljšanje nutritivnog i metaboličkog statusa bolesnika koji je u određenom vremenskom periodu ne može biti održavan u životu enteralnim putem (tj preko gastrointestinalnog sistema). Ovom ishranom kod kritično obolelih pokušava se svođenje gubitaka proteina i energenata na najmanju moguću meru.
Malfunkcija digestivnog sistema i nemogućnost unos hrane preko ustiju, uz njenu povećanu potrošnju, uobičajena je posledica velikih hirurških zahvata, povreda i sistemskih infekcija. U tim uslovim nastaje stanje pothranjenosti koje remeti klinički tok i ishod bolesti. Zato brojne nutritivne manipulacije u koje spada i intravenska ishrana imaju za cilja da ublaže sve negativne učinke metaboličkog odgovora na stres u bolesnim stanjima, uz očuvanje njegovih pozitivnih dejstava.
Intravenska ishrana može biti parcijalna ili kompletna (totalna).

## Indikacije
Totalna intravenska ishrana
Ovaj oblik ishrane apsolutno je indikovana kod:
- Sindrom malapsorpcije kod pacijenata kod kojih veliki deo crevne površine nije u funkciji, kao što je masivna resekcija creva (funkcionalno manja od 1 metra), inflamatorni enteritis, fistule u gastrointestinalnom sistemu.[13]
- Produženi postoperativni ileus.[14]
- Preoperativna priprema pothranjenih pacijenata.[15]
- Pothranjenih pacijenata koji ne mogu da uzimaju ili apsorbuju hranu, npr kod pankreatitisa, ili drugih hiperkataboličkih stanja
- Nutritivna potpora prematurusa.
- Nutritivna potpora bolesnika u terminalnoj fazi malignih bolesti ili nakon operativnih zahvata.[16]
- U stanjima u kojima je u cilju lečenja neophodno mirovanje gastrointestinalnog trakta (pankreasne i enterokutane fistule).

Totalna intravenska ishranama se može primenjivati kao periferna ili centralna venska kateterizacija, kroz perifernu venu ili kroz centralnu venu (kada je potrebna kontinuirana 24-časovna ishrana ili ciklično, supstitucijom oralne ishrane tokom dužeg vremenskog perioda).

## Kontraindikacije
- Kardiovaskularna nestabilnost (šok, hipoksija, nekontrolisana hemoragija i primena kardiostimulativnih lekova).[17]
- Poremećaj metabolizma aminokiselina, metabolička acidoza, preopterećenje tečnostima, hiponatremija, bubrežna insuficijencija.

## Rastvori energetskih supstrata za intravensku primenu
Rastvori za intravensku ishranu podrazumevaju rastvore šećera kao što su glukoza, fruktoza i ksilitol, aminokiselina i emulzije masnih materije. Svi rastvori energetskih supstrata za intravensku primenu mogu se međusobno kombinovati – kombinovanje je strogo individualno i prvenstveno zavisi od opšteg stanja i potreba svakog bolesnika.
Rastvori ugljenih hidrata
Rastvori koji se sastoje isključivo od ugljene hidrate obično sadrže glukozu ili kombinaciju glukoze i ostalih šećera kao što su fruktoze ili šećerni alkoholi (npr ksilitol). Rastvori ugljenih hidrata se primenjuju kod stanja koja zahtevaju delimičnu ili potpunu intravensku ishranu (npr. maldigestija, maldigestija, malapsorpcija, anoreksija, predoperativni i postoperativni tretman).
U slučajevima da upotreba glukoze kao jedinog sastojka rastvora ugljenih hidrata nije moguća tada se koriste rastvori fruktoze. Fruktoza je monosaharid koji se u organizmu (najviše u jetri) lagano prerađuje u glukozu. Primenjuje se kod bolesnika kod kojih je pojava hiperglikemije rizična, pa se primenom fruktoze unosi energija bez pojave hiperglikemije.
Rastvori aminokiselina
Rastvori aminokiselina sadrže sve esencijalne, poluesencijalne i neesencijalne aminokiseline pomešana u pravilnim odnosima kako bi njihovo iskorišćenje bilo potpuno. Osim čistih aminokiselina u ovim rastvorima mogu se koristiti i hidrolizati visokovrednih proteina.
Rastvori aminokiselina sadrže i sve neophodne elektrolite (minerale), organske kiseline i izvore uljenih hidrata u obliku šećera ili šećernog alkohola. Ovi rastvori, se koriste kod slučajeva kaheksije i opšte slabosti kako bi se ispravio negativni azotni balans.
Rastvori aminokiseline ne smeju se mešati sa drugim medicinskim proizvodima, osim sa proizvodima za parenteralnu ishranu, zbog povećanog rizika od mikrobiološke kontaminacije i nekompatibilnosti. U slučaju mešanja sa drugim sredstvima (ugljenohidrata, lipidnih emulzija, elektrolita, vitamina ili elemenata u tragovima), u cilju kompletnije parenteralne ishrane, treba voditi računa o aseptičnosti, potpunom mešanju i kompatibilnosti.
Emulzije masti
Emulzije masti su bele, mlečnog izgleda neprozirne tečnosti, koje sadrže prečišćene prirodne masne materije, poput sojinog ulja i fosfolipida iz jaja i glicerol. Fosfolipidi iz jaja emulguju ulje i stvaraju sitne kapljice masnoće približne veličine prirodnim hilomikronima. Koriste se u slučajevima kada je bolesniku neophodna veća količina energije (npr. kaheksija kod tumorskih bolesti) ili kad se bolesnik nalazi u stanju nedostatka esencijalnih masnih kiselina zbog neadekvatne apsorpcije kroz sluzokožu creva. Takva stanja jesu tumori digestivnih organa ili hronične digestivne bolesti poput ulceroznog kolitisa ili terminalnog ileitisa. Takođe, infuzije emulzija masti mogu poslužiti i kao nosač kod česte intravenske primene lipofilnih lekova.

## Komplikacije
Metaboličke komplikacije su češće kod bolesnika s udruženim bolestima (bubrežna insuficijencija, oslabljena funkcija jetre, kardiorespiratorna insuficijencija, septičko stanje, produžena abnormalna drenaža iz gastrointestinalnog sistema). One nastaju zbog delovanja velike količine nutritivnog rastvora (brza infuzija), deficita ili sporednih toksičnih efekata pojedinačnih komponenti nutritivne terapije. Neželjeni efekti kod primene emulzije masti mogu se manifestovati crvenilom kože, povišenom telesnom temperaturom, gađenjem, povraćanjem, otežanim disanjem i bolovima u krstima. Dugotrajna intravenska ishrana može izazvati funkcionalne i morfološke efekte u organizmu bolesnika.
U najčešće metaboličke komplikacije spadaju:
- intolerancija glukoze (hiper i hipoglikemija),
- hiperlipidemija, deficit esencijalnih masnih kiselina,
- hidroelektrolitni i acidobazni poremećaji, poremećaji metabolizma azota, deficit minerala,
- hiper i hipovitaminoze,
- intrahepatična holestaza.

Iznenadno prekidanje intravenske ishrane može dovesti do hipoglikemija, pre svega kod nedovoljno ishranjenih pacijenata. Kod
pacijenata koji se ciklično intravenski hrane, brzinu davanja treba prepoloviti na jedan čas pre prekida ishrane.
Holelitijaza i holecistitis su česti kod pacijenata koji se duže vreme nalaze na parenteralnoj ishrani, posebno ako je rađena resekcija creva. Radi prevencije holestaze daju se holecistokinin tablete.
Pankreatitis je retka komplikacija intravenske ishrane.